# Tirza Atar

Tirza Atar, 1963

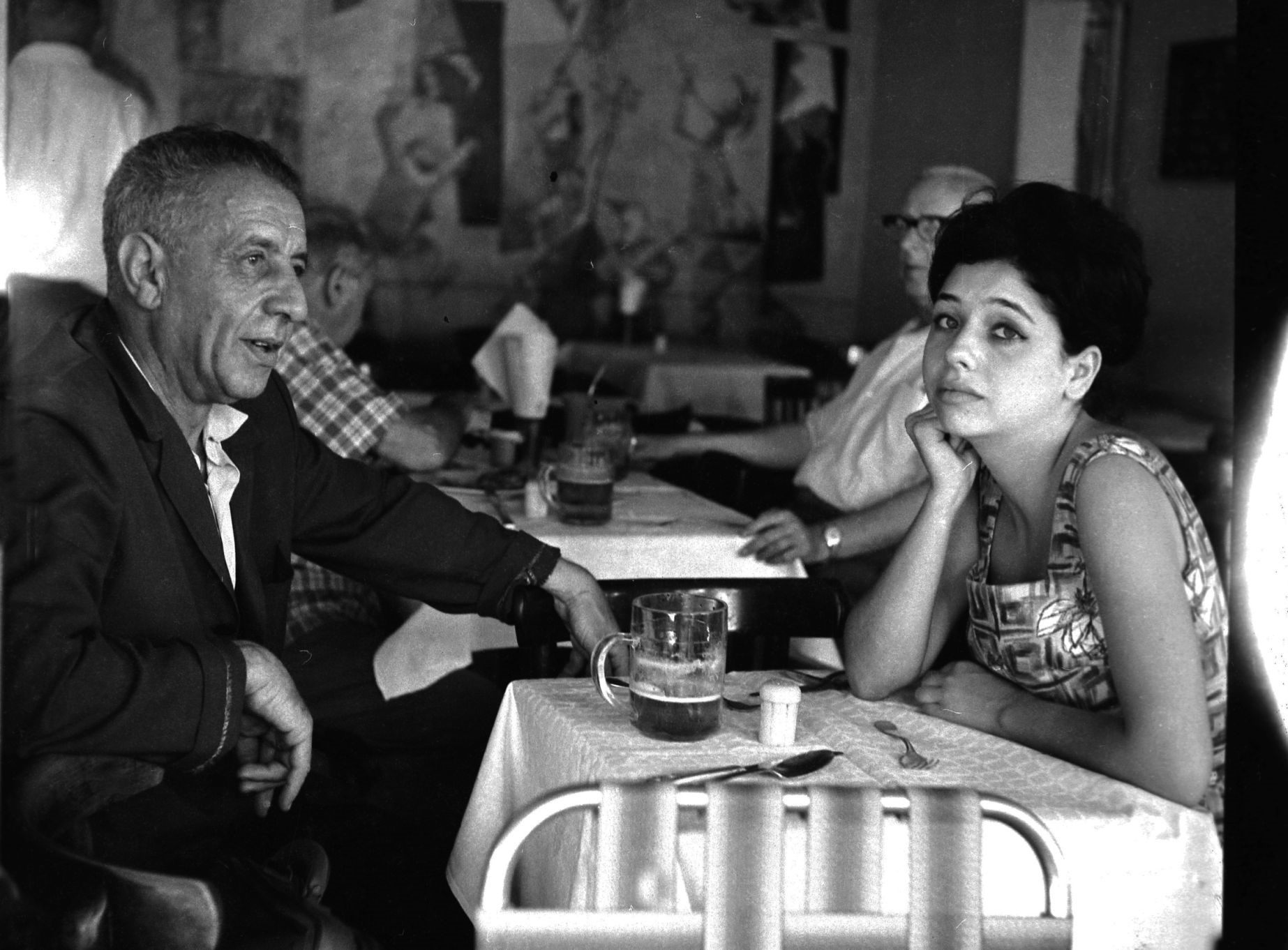
Tirza Atar mit ihrem Vater Nathan Altermann, 1960

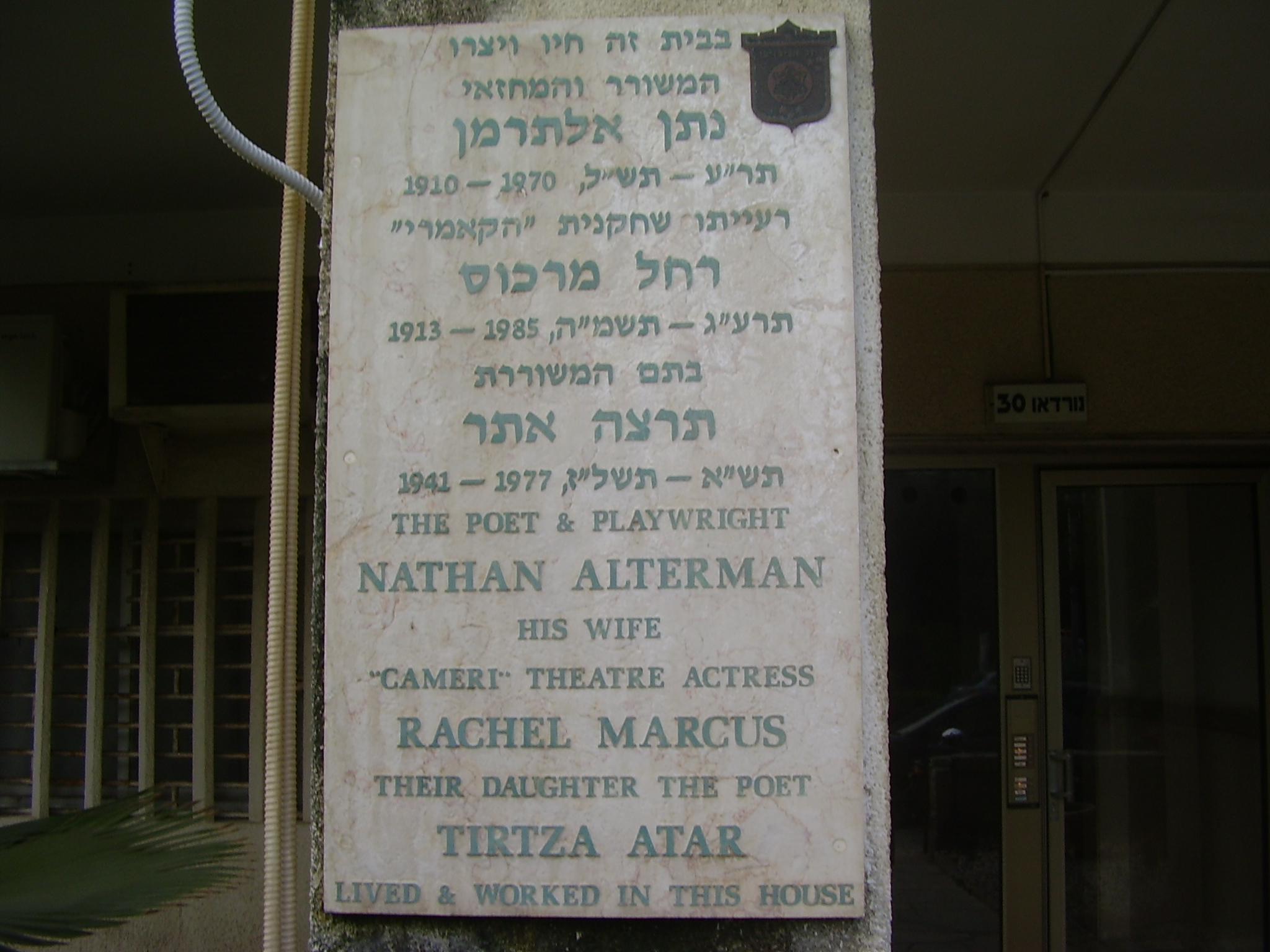
Gedenkplatte für Nathan Altermann, seine Frau Rachel Marcus und seine Tochter Tirza Atar in Tel Aviv 2012

Tirza Atar (Geburtsname: Alterman; hebräisch תרצה אתר; geboren am 27. Januar 1941 in Tel Aviv, Palästina; gestorben am 8. September 1977 in Tel Aviv) war eine israelische Lyrikerin und Kinderbuchautorin.

## Leben
Atar war die Tochter des Zionisten und Schriftstellers Nathan Alterman und der Theaterschauspielerin Rachel Marcus.
Sie besuchte in Tel Aviv die Grundschule und die High School.
Ihren Militärdienst leistete Atar bei den Israelischen Verteidigungsstreitkräften als Sängerin beim Armored Corps.
Nach ihrem Militärdienst studierte sie Schauspiel in New York, kehrte aber vor ihrem Abschluss zurück nach Tel Aviv. Als Schauspielerin trat sie am Habimah, am Cameri-Theater und am Zavit-Theater auf.
Atar schrieb Lieder und Hymnen für Erwachsene und Kinder, die sehr beliebt waren. Ihr Buch "Yaʿel geht spazieren" brachte ihr 1973 den Zeʾev-Preis für Kinder- und Jugendliteratur ein. Atar hat viele Theaterstücke ins Hebräische übersetzt, die in Israel aufgeführt wurden.
1977 starb sie durch einen Sturz aus dem Fenster im 6. Stock. Es ist unklar, ob ihr Tod Selbstmord oder ein Unfall war.

## Rezeption
In verschiedenen israelischen Fernsehserien werden Lieder von Atar verwendet.
Der israelische Film Vogel im Zimmer thematisiert das Leben von Atar.

## Familie
Atar war verheiratet und hatte zwei Kinder.

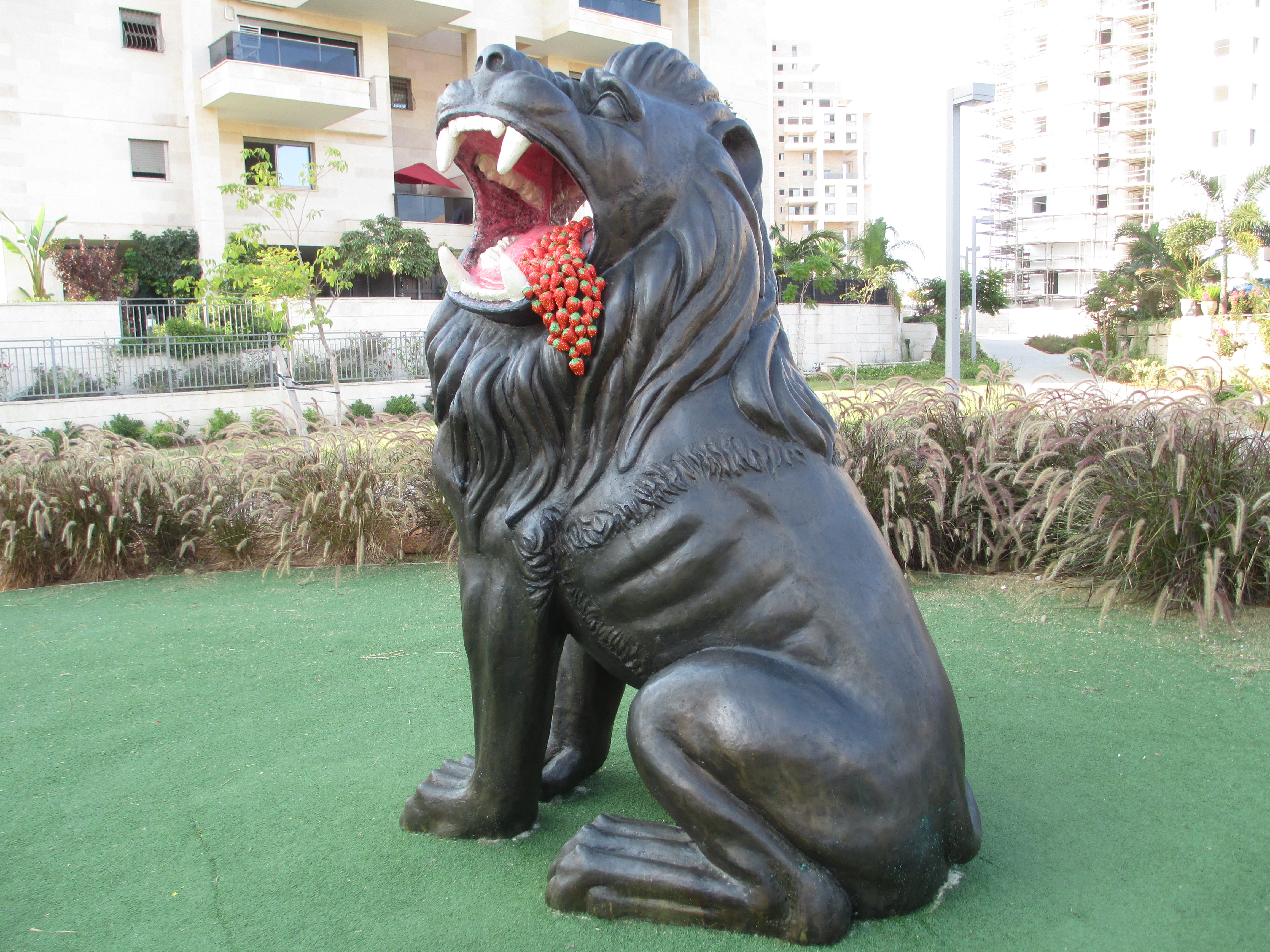
Der Löwe der Erdbeeren liebte im Geschichten-Park von Cholon, Bildhauer: Asaf Lifshitz

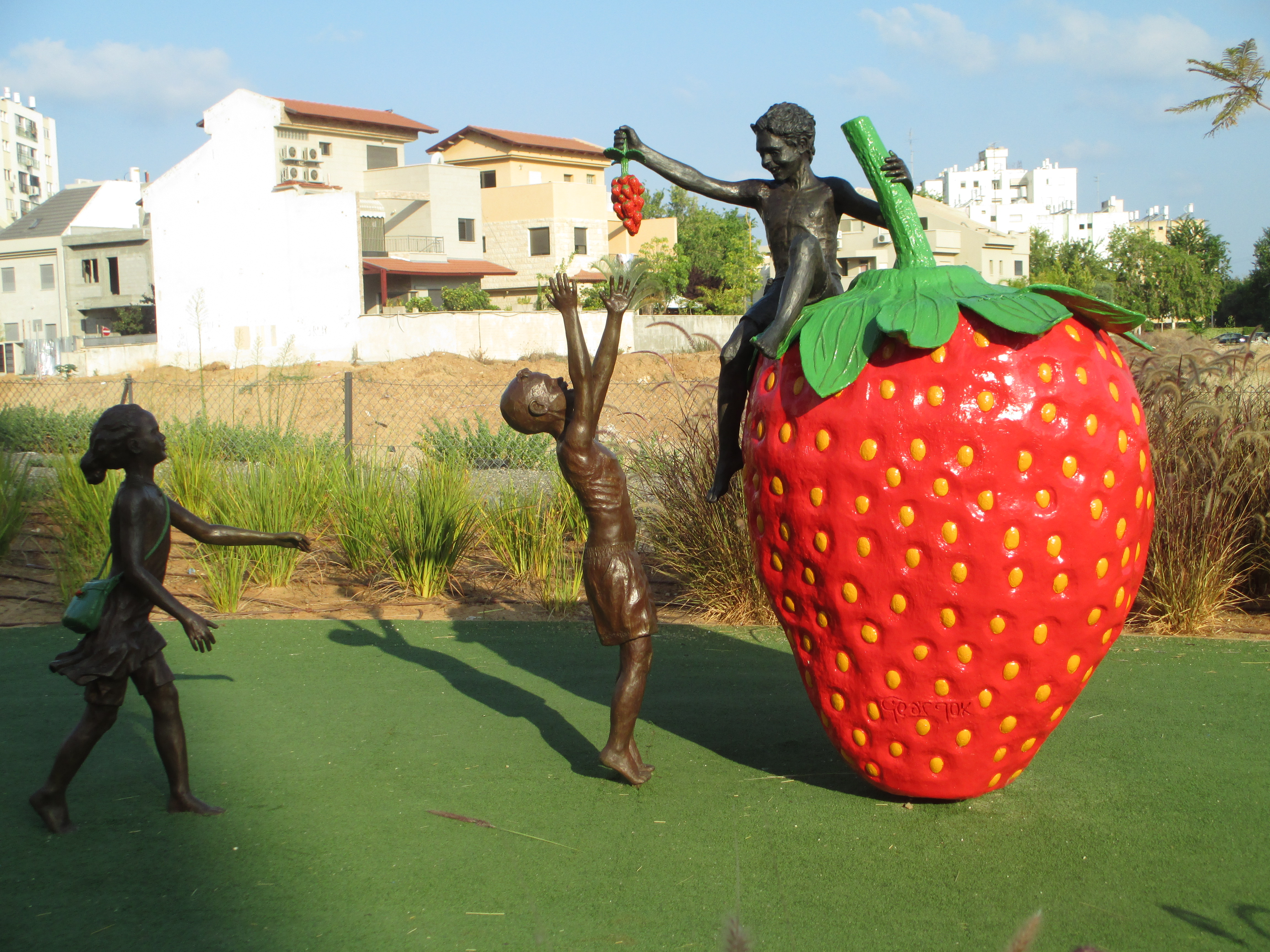
Der Löwe der Erdbeeren liebte im Geschichten-Park von Cholon, Bildhauer: Asaf Lifshitz

## Der Löwe, der Erdbeeren liebte
Der Löwe, der Erdbeeren liebte ist ein in Israel sehr bekanntes und beliebtes Kunstmärchen von Tirza Atar:
Ein junger Löwe lehnt alle Nahrung ab und will nur Erdbeeren fressen.
Seine Mutter hat keine Erdbeeren und in dem Wald, wo er lebt gibt es keine Erdbeeren.
Seine Mutter bietet ihm alles Mögliche an: Fleisch, Käse, Reis andere Früchte usw.
Aber der junge Löwe heult und weint und weigert sich, etwas anderes zu fressen als Erdbeeren.
Eines Tages trifft der junge Löwe im Wald einige Kinder.
Diese Kinder kommen aus einer Gegend, wo es viele Erdbeeren gibt, und haben die Rucksäcke voller Erdbeeren.
Der Löwe riecht die Erdbeeren und rennt zu den Kindern und bittet sie, ihm von den Erdbeeren zu geben.
Die Kinder verstehen die Löwensprache aber nicht und denken, dass er sie fressen will.
Sie rennen weg und lassen ihre Rucksäcke liegen.
Der junge Löwe macht sich über die Rucksäcke her und frisst alle Erdbeeren auf.
Hinterher hat er Bauchweh und ihm ist schlecht.
Er geht zu seiner Mutter und sagt: „Ich habe mich geirrt, ich mag gar keine Erdbeeren, bitte gib mir was anderes zu essen.“
Die Kinder kommen nach Hause zu ihren Müttern und als die Mütter sie fragen, was sie essen wollen, sagen sie: „Erdbeeren“.

## Werke

### Kinderbücher
- Namnimam, Vereinigter Kibbuz, 1966
- Yaʿel geht spazieren, Vereinigter Kibbuz, 1971
- Kinderbriefe an Gott, Sifrijjat Poʿalim, 1971
- Kleines Kind, großes Kind, Masada, 1973
- Krieg ist eine weinende Sache, Vereinigter Kibbuz, 1975
- Mutter geht in die erste Klasse, Vereinigter Kibbuz, 1976
- Noni, Noni, es gibt nichts wie mich, Vereinigter Kibbuz, 1977
- Der Löwe, der Erdbeeren liebte, Vereinigter Kibbuz, 2003
- Noni und Yaʿel gehen spazieren, Vereinigter Kibbuz, 2006

### Lieder und Gedichte
- Chiffre, literarische Notizbücher, 1964
- Zwischen Ende und Herbst, Vereinigter Kibbuz, 1972
- Das Land des Vergessens, Vereinigter Kibbuz, 1976
- Lieder, Vereinigter Kibbuz, 1978
- Die Mond-Stadt, eine Liedauswahl, Vereinigter Kibbuz, 1979
- Ballade für eine Frau, Vereinigter Kibbuz, 2006
- Alle Lieder, Vereinigter Kibbuz, 2018
- Plötzlich jetzt, plötzlich heute
- Ich träume von Naʿomi
- Die Nacht, sie ist voller Lieder
- Nach Westen
- Eine gewöhnliche Liebe

### Prosa
- Plötzlich gingen die Lichter aus